# توجيهات
توجيهات (بالإنجليزية: Guideline ) كتيب أو جملة توجه أداء عمل معين . والغرض من كتيب توجيهات هو تنظيم القيام بعملية معينة طبقا لعدة خطوات عملية سليمة، بحيث يكون الناتج ذو جودة عالية . وطبقا لتعريف «توجيهات» فهي ليست إلزامية ؛ ولا تحتم التوجيهات على اتباعها قانونيا.
يمكن لأي مؤسسة إصدار كتيب توجيهات أو استخدام كتيب توجيهات سواء كانت مؤسسة حكومية أو أهلية لتنظيم عمل موظفيها وتنظيم عمل أقسامها، بغرض الوصول إلى أداء أفضل ونتائج جيدة أو منتجات على درجة عالية من الجودة.
من الأمثلة على كتيبات توجيهات:
- ضمان الجودة
- EASE : توجيهات للمؤلفين ومترجمي المواضيع العلمية
- توجيهات لفحص براءات الاختراع في أوروبا
- توجيهات طبية
- توجيهات المخاطبة الهاتفية
- توجيهات البرمجة
- توجيهات خدمة الزبائن